# NGC 758
NGC 758 este o galaxie lenticulară situată în constelația Balena. A fost descoperită în 1886 de către Francis Leavenworth.